# 法伊-德拉帕加内拉
法伊-德拉帕加内拉（義大利語：Fai della Paganella），是意大利特伦托自治省的一个市镇。总面积12平方公里，人口923人，人口密度76.9人/平方公里（2009年）。ISTAT代码为022081。